# Stephan Molitor (Journalist)
Stephan Molitor, auch Stephen (* 5. Januar 1806 in Scheßlitz; † 25. Juli 1873 in Cincinnati, Ohio), war ein deutsch-amerikanischer Journalist und Pionier der deutschen Presse in Cincinnati.

## Leben
Molitor absolvierte das Gymnasium in seinem Geburtsort und immatrikulierte sich am 3. November 1823 an der Julius-Maximilians-Universität Würzburg für ein Studium der Philosophie, wo er unter anderem auch Lesungen im Fach Polizeirecht besuchte, weshalb ihm in einigen Quellen ein Studium der Rechtswissenschaften zugeschrieben wird. Im Anschluss war er im kgl. bayer. Staatsdienst als Referent bei der Münchner Polizei tätig.
Im Jahre 1830 wanderte er dann in die Vereinigten Staaten aus. Im Jahre 1835 wurde er der erste Redakteur der New Yorker Staats-Zeitung. Anschließend war er als Redakteur bei der 1538 gegründeten, deutschsprachigen Tageszeitung Philadelphia Demokrat tätig sowie für ein Blatt namens Buffalo Westbüger. Im Jahre 1837 ging er nach Cincinnati. Dort stellte ihn Heinrich Rödter (auch Henry Roedter; 1805–1857), Herausgeber der 1836 gegründeten Zeitung Das Cincinnatier Volksblatt, als Redakteur ein. Das Volksblatt war damals die bedeutendste deutschamerikanische Zeitung im Mittleren Westen. Zusammen mit seinem Kollegen Georg Walker (1808–1849), der bereits vor Molitor für Rödter arbeitete, kaufte Molitor schon bald das sich in finanziellen Schwierigkeiten befindliche Blatt, das ihm schon im Folgejahr alleinig gehörte, da Walter 1938 vorerst nach Louisville ging.
Trotz der erwähnten Schwierigkeiten konnte Molitor das Volksblatt wieder gesunden und gewann durch seine journalistische Tätigkeit auch Einfluss auf Politik und Gesellschaft bis auf Bundesstaatenebene. Im Jahre 1862 konnte er die Zeitung an Gustav Hof und Moritz Jacobi verkaufen und setzte sich Anfang Juni 1862 zur Ruhe. Die Zeitung wurde Anfang 1866 dann von Friedrich Hassaurek übernommen.
Stephan Molitor war verheiratet, hatte vier Töchter und einen Sohn.